# Elisabeth Eberle
Elisabeth Eberle ist eine 1963 in Vancouver/Kanada geborene Schweizer Künstlerin, die vor allem Skulpturen, Zeichnungen, Videoanimationen und Installationen anfertigt. Sie lebt und arbeitet in Zürich.

## Leben
Elisabeth Eberle studierte von 1982 bis 1987 Pharmazie an der ETH in Zürich. Von 1981 bis 2001 arbeitete sie in Druckworkshops in Zürich mit verschiedenen Drucktechniken (Ch. und P. Rall). Von 1996 bis 1997 war Elisabeth Eberle Artist in residence am Kala Art Institute in Berkeley. 2017 hatte sie einen mehrmonatigen Aufenthalt in der Cité Internationale des Arts Paris in Paris und von 2023 bis 2024 absolvierte sie einen CAS in Curating an der Zürcher Hochschule der Künste. Eberle ist Mitglied im Berufsverband Visarte der visuell schaffenden Künstlerinnen und Künstler in der Schweiz.

## Werk
Elisabeth Eberle erforscht in ihren Werken künstlerisch den Diskurs zwischen Natur und Kultur und die Grenzverwischungen, die auftreten, wenn augenscheinlich „natürliche“ Objekte mit Hilfe von künstlichen Verfahren hergestellt werden. Entsprechend setzt sie computergesteuerte Maschinen ein, um mit „Rotoscoping“ aus Gips oder Eichenholz Objekte organisch-bizarre Topografien zu entwickeln und reibt sie anschließend mit Graphitstaub ein.
Zahlreiche großformatige Holzobjekte, die an deformierte Organismen erinnern, sind aus Studien von Magnolienfrüchten entstanden. Bei langer Lagerung nehmen die Baumfrüchte skelettartige Formen an.
Parallel zu den Skulpturen fertigt Elisabeth Eberle auch Serien großformatiger computergenerierter Plotterzeichnungen an. Digital entstehen dabei „Gespinste feinster Linien, die an Strömungswirbel erinnern“. Auch die Zeichnungen referieren auf die Magnolienfrucht und „transformieren diese in ein mehrdimensionales Liniengeflecht“.
Videoanimationen zeigen z. B. in einer plakativ grafischen Form die Metamorphose (ein zentrales Thema der Künstlerin) einer Fledermaus-Silhouette in die einer Drohne und zeigen so die starke Verwandtschaft der Formen bis hin zu den Bewegungen auf.
Die Installation Handschmeichler besteht aus 17 cm langen Latexmodellen und erinnert durch die Aufhängung an elastischen Bändern an ein Perpetuum Mobile
Die Videoanimation Blink (2018) ist eine Zusammenarbeit mit dem Neurologen Konrad Weber, der sich mit der Schnittstelle von Auge und Gehirn befasst. Das Video basiert auf Aufnahmen, die Weber mit einer speziell entwickelten Infrarot-Videobrille zur Untersuchung des Gleichgewichtsreflexes gemacht hat. Auch das Datensofa Vertigo (2022) und die interaktive Videoinstallation Big Sister (2022) sind in Zusammenarbeit mit Konrad Weber entstanden. Die Video-Analysen wurden als dreidimensionale Gebilde aus aggregierten ursprünglich diagnostischen Datenkurven aus aufgezeichneten Augenbewegungen in flexiblem Schaumstoff mit einem eingefärbten Kunststoffüberzug aus der Medizintechnik visualisiert.
Elisabeth Eberles Arbeit Frauen* zählen (2010–2021) beruht auf einer seit 2010 durchgeführten Analyse zur Frauenpräsenz in Ausstellungen, in Sammlungen oder auch in Bildung und Forschung. Zahlen, Dokumente und Zitate belegen die starke Untervertretung von Künstlerinnen in nationalen wie internationalen Kunstinstitutionen. Die Sammlung wurde mit Textbeiträgen von Prof. Dorothee Richter (ZHdK), Nina Schedlmayer (Wien), Nathalie Killias und Arathy Pathmanathan aus dem Kunstnewsletter der Stadt Zürich, zitierten Leserkommentaren zu einer Debatte im Tages-Anzeiger, einem fotografischen Selbstporträt der Künstlerin Anne Marie Jehle aus den 80er-Jahren, Fotos von Zoe Tempest, Elisabeth Eberle, mit Erklärungen zu den Abbildungen und Fundstücken aus dem Archiv, gestaltet von Pauline Koch und herausgegeben von onCurating, Zürich.
Auch die Audio-Installation Kai spricht (2020) beschäftigt sich mit dem Thema der ungleichen Geschlechterverhältnissen in der Kunst. Kai ist eine Computerstimme, die monoton und mechanisch sexistische Kommentare vorführt und sie der Lächerlichkeit preisgibt.
Die 26-teilige Fotoreihe in schwarz-weiß lockdown selfies zeigt die Künstlerin mit unterschiedlichen Masken vor dem Gesicht, „die auf die Fremdbestimmung ihrer Existenz hinweisen“ sollen. Auf einer Abbildung trägt Eberle einen hellen, gehäkelten Mundschutz – eine ironische Antwort auf die Corona-Situation. Das Foto stammt aus einer Reihe von Selfies, in denen Elisabeth Eberle das Gesicht verhüllt – mit Scheuklappen von Pferden, einem Plastiktrichter, einer Augenklappe und einem Nasen-Mundschutz.
Die Arbeit femmage à Anne Marie Jehle zeigt die Künstlerin mit einem transparenten Plastiksack des Kunsthauses Zürich über dem Kopf. Auch dies eine Reminiszenz an die geringe Sichtbarkeit von Frauen im Kunstbetrieb. Die Verhüllungen zeigen die Behinderungen auf, die Frauen die Sicht rauben und ihnen die Luft abschneiden, im Falle der Plastiktüte sogar lebensbedrohlich.

## Gruppenausstellungen
- Into the Rhythm: From Score to Contact Zone, ARKO Art Center, Seoul, 2024[13]
- ReCollect! Hulda Zwingli, Kunsthaus Zürich, 2023–2024[14]
- Augen/Blick – Im Auge der Betrachtenden, REX Box Bern, 2023[15]
- Vertigo/Big Sister, Ausstellung Planet Digital (Eine Ausstellung zum Stand der Digitalisierung von Universität Zürich und Museum für Gestaltung Zürich), 2022[9]
- XXs minus Partner, Galerie Ziegler, Zürich, 2022[16]
- farewell – welcome, Château Hornegg au Lac, Zürich, 2022[17]
- Kosmose, Zeughausareal Uster, 2021[18]
- Kunstreichgewächse – Bitte giessen!, Museum Ulm, 2021[19]
- Zirkuliere! Eine Konspiration, Helmhaus Zürich, 2021[10]
- 100 Ways of Thinking, Kunsthalle Zürich, 2018[20]
- Kunst: Szene Zürich 2018, Stiftung BINZ39, Zürich, 2018[21]
- Motion to space, Istituto Svizzero und Galleria Milano, Mailand 2015[7]
- Structures, Visarte Zürich, 2015 – zusammen mit Bruno Streich (1964, Zürich)[22]
- The Intuitionists, The Drawing Center, New York, 2014[23]
- Botanigramme, Kloster Schönthal (Schweiz), 2014 – zusammen mit Andrea Gysling[5]
- Blaue Stunde V. Spuren – Weg – Verbindungen, Maschinenzeichnungen, Altes Pfandhaus Köln, 2013[24]
- Rhythm Section, Zentrifuge Nürnberg, 2012[25]
- Ungewisses Tun/Uncertain Practice, Barbarian Art Gallery, Zürich 2012[26]
- Rhythm Section, ICAS Institute of Contemporary Art, Singapur, 2012[27]
- Ostrale 011, Ostrale – Biennale für Zeitgenössische Kunst, Dresden, 2011[28]
- Rhytmic Section Sieben, Visarte, Zürich 2011[29]
- Galerie Jeannette Catrina, Stäfa, 2010[30]
- Encyclopedic Cartoons, Kulturpalast Wedding, Berlin 2010[31]
- Rhythm Section, Zeichnung, digitale Abbildungen, Video. Fruchthof, München, 2010[32]

## Einzelausstellungen
- Unreported, Kunstraum Engländerbau, Vaduz (Liechtenstein), 2023 – Holzobjekte aus der Serie FRUITS in einer Art dystopischen Landschaft und Latexhäute aus der Serie IMAGO[33]
- Détours, Zürich 2019, Jecklinhaus, Zürich – Post-Graduate Programme in Curating, Zurich University of the Arts (ZHdK), Objekte – entstanden aus Studien von Magnolienfrüchten.[1]
- Noli me tangere, Johanniterkirche Feldkirch, 2017 – Digitales Herbarium in Form von 1 bis 1,7 Meter großen gefrästen Skulpturen aus Eichenholz[2][4]

## Publikationen
- 2024: Unreported. Broschüre zur Ausstellung von Elisabeth Eberle.[34] Herausgeber: FATart: ISBN 978-3-9525498-9-6
- Dorothee Richter, Arathy Pathmanathan and Nathalie Killias, Nina Schedlmayer, Elisabeth Eberle und Zoe Tempest: MIND THE GAP! An artistic archive by Elisabeth Eberle with found objects on the unequal gender relations in art 2010-2021, ISBN 9798357457523,  Independently published, Zürich 2023, Oncurating
- Enigma della modernità: 10 proposte: Flor Garduño, Aglaia Haritz, Penelope Margaret Mackworth-Praed, Hektor Mamet, Laura Solari, Myriam Thyes, Elisabeth Eberle, Maya Vonmoos, Nici Jost, Teres Wydler Comune di Chiasso, Dicastero Cultura, Chiasso 2012, ISBN 978-88-7922-109-2

## Rezeption
Karin Guldenschuh schreibt über die Ausstellung Noli mi tangere in der Johanniterkirche in Feldkirch: „Wie archäologische Funde aus einer fernen Zeit wirken die rätselhaften Skulpturen von Elisabeth Eberle auf dem offenen Boden in der Johanniterkirche. Nichts lässt annähernd ihren Ursprung erahnen. Auch die Künstlerin dachte nicht an eine Pflanze, als sie bei einem Spaziergang eine seltsame Entdeckung machte. Das vermeintliche Plastikspielzeug erwies sich als Frucht des Magnolienbaumes. Nicht der Zauber der Blüten sollte Elisabeth Eberle fortan beschäftigen, sondern die Geheimnisse der Früchte, in deren Keimen das Leben angelegt ist. Seit sieben Jahren setzt sich die Künstlerin intensiv mit den zapfenartigen orange-roten Früchten des Magnolienbaumes auseinander, die in reifem Zustand ihre Samen hervortreten lassen. Sie sammelt die Früchte, lässt sie altern und trocknen oder friert sie ein. Mittlerweile hat sie rund 100 Früchte in verschiedenen Stadien digital erfasst und katalogisiert. Durch vielfache Vergrößerungen entstehen daraus geheimnisvolle Skulpturen. (...) Das stetige prozesshafte Weiterentwickeln von Formen der Natur mittels technologischer Medien bildet für die Künstlerin letztlich die Basis des Begreifens einer Rückkopplung der digitalen Welt auf unsere Gesellschaft.“
Im Flyer zur Ausstellung Botanigramme im Kloster Schönthal konstatiert Guido Magnaguagno: „Der Betrachter wird den Eindruck nicht los, in ein Reich des Abstrusen, Bizarren, des gleichfalls entfesselten Naturgeschehens einzutreten, dem in jedem Fall etwas Visionäres anhaftet. (…) Auch bewegen sich diese Zeichnungen und Skulpturen in enttabuisierten Zonen.“ „Ihr Assoziationsreichtum ist dabei fulminant. Er reicht von sexuellen Konnotationen ins tabuisierte Reich der Fäkalien.“